# Thong dong lục
 Thong dong lục  (zh. cóngróng-lù 從容錄, ja. shōyō-roku), cũng đọc Thung dung lục, là tên của một tập Công án, được hai vị Thiền sư Hoằng Trí Chính Giác và Vạn Tùng Hành Tú (zh. wànsōng xíngxiù 萬松行秀, 1166-1246) biên soạn trong thế kỉ 12.
Tập công án này được biên soạn vài thập niên sau Bích nham lục của Thiền sư Viên Ngộ Khắc Cần. Thiền sư Hành Tú sử dụng 100 tắc công án và kệ tụng của sư Chính Giác dưới tên Tụng cổ bách tắc làm căn bản và thêm vào Trước ngữ, Bình xướng và vì vậy, mỗi tắc bao gồm 5 phần. Sư sử dụng tập này để dạy tăng chúng tại am Thong Dong (cũng đọc Thung Dung) và vì vậy tập công án này được truyền lại dưới tên này. Năm tắc được trích từ trong kinh sách, phần còn lại là những pháp thoại của các vị Thiền sư đời nhà Đường, thuộc về Ngũ gia thất tông. Tập này được xuất bản đầu tiên năm 1224, gần một thế kỉ sau Bích nham lục. Hơn hai phần ba của Thong dong lục trùng hợp với Bích nham lục và Vô môn quan và có lẽ vì vậy mà tập này ít được nhắc đến.